# Astrildovití
Astrildovití (Estrildidae, Bonaparte 1850) je čeleď zahrnující drobné exotické ptactvo, jehož charakteristickým rysem je výrazné a pestré zbarvení peří, díky němuž jsou tito ptáci často obdivováni a chováni jako okrasní. Astrildovití žijí v oblastech jižní Asie, Afriky, Austrálie, na Indoaustralských ostrovech, v Nové Guineji a Mikronésii. Můžeme je dělit na tenkozobé astrildy, pocházející z Afriky, a tlustozobé amadiny, žijící v jižní Asii, Austrálii i Africe. Astrildovití ptáci žijí ve velkých hejnech. Jsou to hlavně zrnožravci, živí se semeny různých trav, případně i drobným hmyzem.
V minulosti byl do této čeledi řazen i rod Padda, který měl dva zástupce, rýžovníky. Jejich taxonomie byla ale pozměněna a tyto druhy se zařadily do rodu Lonchura, čímž rod Padda zanikl.

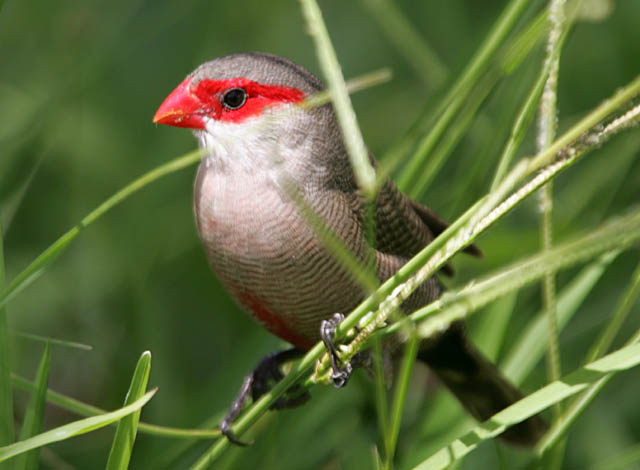
Astrild vlnkovaný

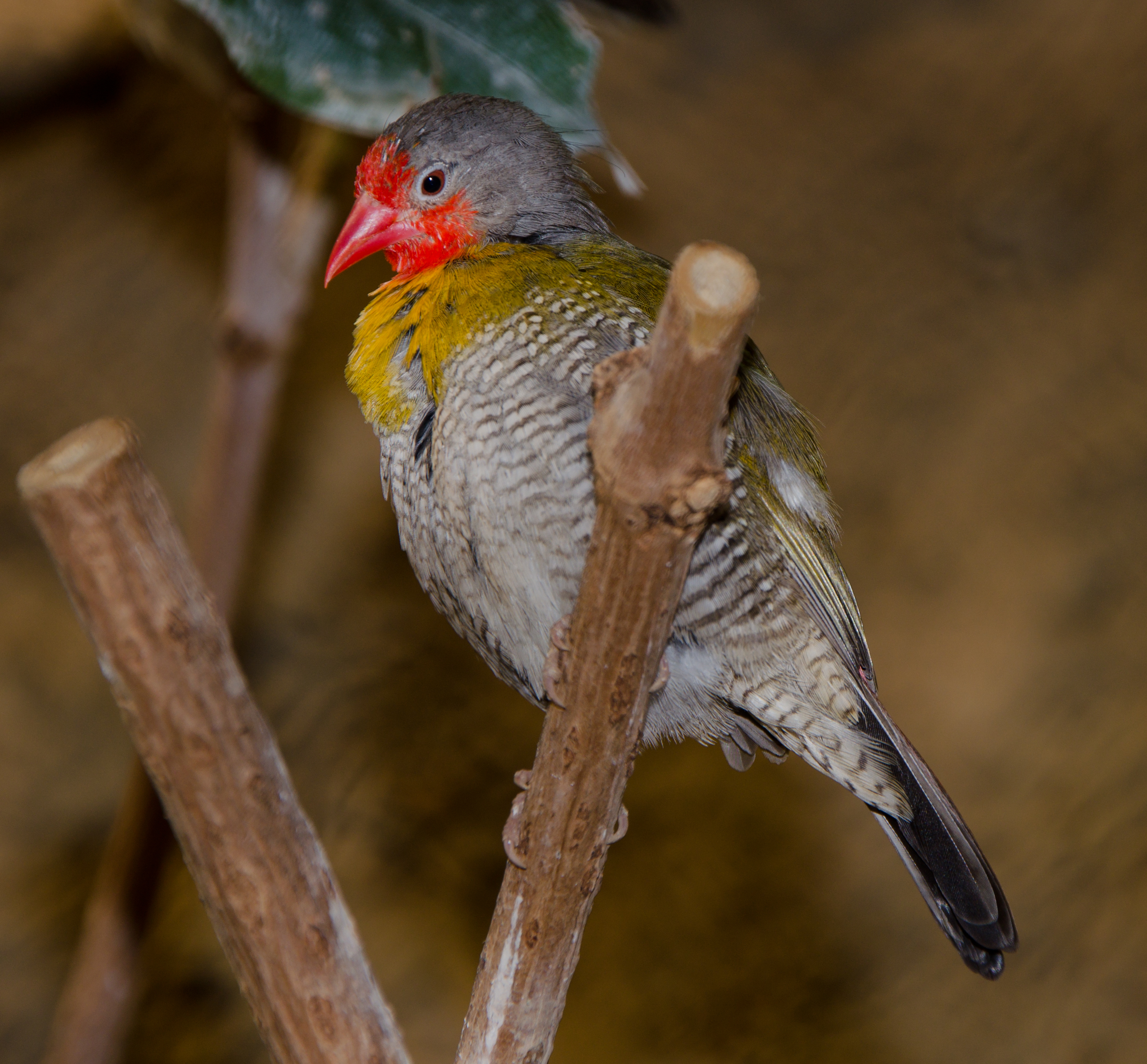
Astrild pestrý

## Rody
- Amadina (Swainson, 1827) - amadina

- Amandava (Blyth, 1836) - tygříček

- Clytospiza (Shelley, 1896) - vločkovník
- Cryptospiza (Salvadori, 1884) - astrild

- Emblema (Gould, 1842) - astrild
- Erythrura (Swainson, 1837) - amada

- Estrilda (Swainson, 1827) - astrild, modroušek

- Euschistospiza (Wolters, 1943) - vločkovník
- Heteromunia (Mathews, 1913) - panenka
- Hypargos (Reichenbach, 1862) - vločkovník
- Lagonosticta (Cabanis, 1851) - amarant
- Lonchura (Sykes, 1832) - panenka
- Mandingoa (Hartert, 1919) - vločkovník
- Neochmia (Gray, 1849) - astrild
- Nesocharis (Alexander, 1903) - oliváček
- Nigrita (Strickland, 1843) - černoušek
- Oreostruthus (De Vis, 1898) - amadina
- Ortygospiza (Sundevall, 1850) - astrild
- Parmoptila (Cassin, 1859) - rezohlávek
- Poephila (Gould, 1842) - pásovník
- Pyrenestes (Swainson, 1837) - rudoušek
- Pytilia (Swainson, 1837) - astrild
- Spermophaga (Swainson, 1837) - louskáček
- Stagonopleura (Reichenbach, 1850) - amadina
- Taeniopygia (Reichenbach, 1862) - zebřička
- Uraeginthus (Cabanis), 1851 - motýlek